# Rapport des cures opérées à Bayonne par le magnétisme animal, adressé à M. l'abbé de Poulouzat, conseiller clerc au Parlement de Bordeaux
Rapport des cures opérées à Bayonne par le magnétisme animal, adressé à M. l'abbé de Poulouzat, conseiller clerc au Parlement de Bordeaux ( Informe de las curaciones efectuadas en Bayona por el magnetismo animal, enviado al Sr. Abad de Poulouzat, clérigo consejero del Parlamento de Burdeos) es un libro escrito por Maxime de Puységur y publicado en 1784. Expone ciertas curaciones mediante el método de mesmer y ayuda mediante él al desarrollo de la hipnosis moderna.

## Contexto
En un contexto en que la nueva doctrina de Anton Mesmer o Mesmerismo había sido probada, a mano de la Real Sociedad de Medicina y la Academia de las Ciencias francesas, que surtía efecto curativo en ciertos enfermos provocando en ellos cierto estado psicofisiológico, fueron Puységur con este libro mediante la ayuda de d'Eslon y Deleuze quienes gestaron el nuevo magnetismo animal como lo conocemos hoy en día (sonambulismo provocado).